# Portmore
Portmore  is een stad op Jamaica ten zuidwesten van Kingston in de parish Saint Catherine. In de jaren 60 is de bouw van Portmore begonnen, als geheel geplande nieuwe woonomgeving voor inwoners uit het overbevolkte Kingston. Geleidelijk aan heeft Portmore zich ontwikkeld tot een voorstad van Kingston, met inwoners die grotendeels in de hoofdstad werken, winkelen of studeren.